# Santa Caterina (Nardò)
Santa Caterina è una frazione del comune di Nardò in provincia di Lecce. Con 905 abitanti è la seconda frazione più popolosa dopo Santa Maria al Bagno.

## Geografia fisica
Santa Caterina è posta sulla costa ionica, a circa 7 chilometri dal capoluogo comunale, ed è costituita da una parte collinare dove si trovano le Cenate e una parte a ridosso del mare, il lungomare.

Il territorio è costituito da colline e la costa è piuttosto bassa e scogliosa, tranne alcuni tratti di natura sabbiosa.
La conformazione del territorio è dovuta al progressivo innalzamento ed abbassamento del livello del mare, evento testimoniato dalla presenza di numerosi fossili di specie marittime sulla terraferma. Il paesaggio, quindi, si mostra formato da una serie di gradoni che discendono verso il mare. Sono anche presenti numerose grotte nelle pareti rocciose.
È poco distante da Porto Cesareo e da Gallipoli.

## Storia
Santa Caterina nasce come avamposto difensivo contro gli attacchi dei Saraceni.
Vi si trovano, infatti, due torri d'avvistamento del XVI secolo a pianta quadrata (Torre Santa Caterina e Torre dell'Alto) poste in posizione sopraelevata rispetto al mare, fatte costruire dagli spagnoli per contrastare le incursioni ottomane. Sono posizionate in modo tale che fosse possibile comunicare tramite segnali con le altre torri.
Nel 2009, a seguito di alcune ricerche subacquee, al largo della costa di Santa Caterina è stato avvistato un bimotore tedesco Junker 88, precipitato durante la Seconda guerra mondiale, su un fondo marino di circa 35 metri.

## Monumenti

### Torri costiere
- Torre Santa Caterina
- Torre dell'Alto

## Parco di Porto Selvaggio
È una riserva naturale che comprende un bosco esterno e tutto il tratto di spiaggia da Santa Caterina fino a Porto Cesareo.

## Economia

### Turismo
È una meta balneare in cui sono presenti vari circoli nautici.
Durante l'inverno solitamente non è frequentata, tranne che nei giorni festivi.

## Politiche infrastrutturali
È anche dotata di un porto.
Fa parte, inoltre, di Santa Caterina anche il Parco di Porto Selvaggio e Palude del Capitano.
Nel corso del 2007 e del 2008, la cittadina è interessata da lavori di ristrutturazione ed abbellimento.

## Ambiente
A Santa Caterina, insieme alle altre marine di Nardò, sono state assegnate le 5 vele dalla Guida Blu del Touring Club Italiano e Legambiente.
Queste località si sono piazzate, nel 2008, al 5º posto fra le località marine più belle d'Italia; mentre nel 2007 al 6°.

## Galleria d'immagini

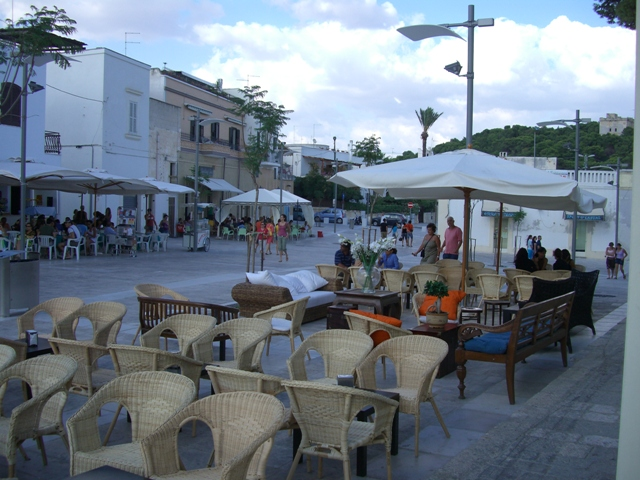
Piazza di Santa Caterina
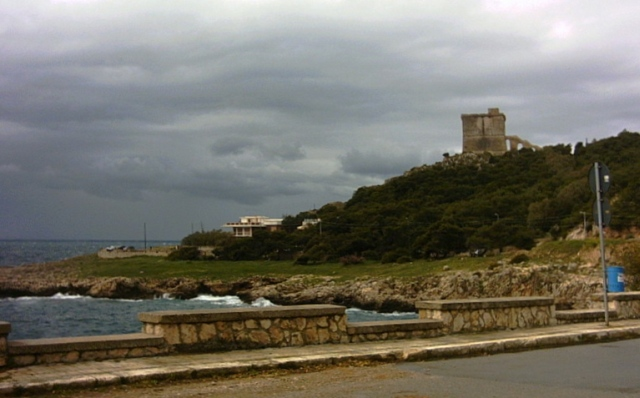
Torre dell'Alto
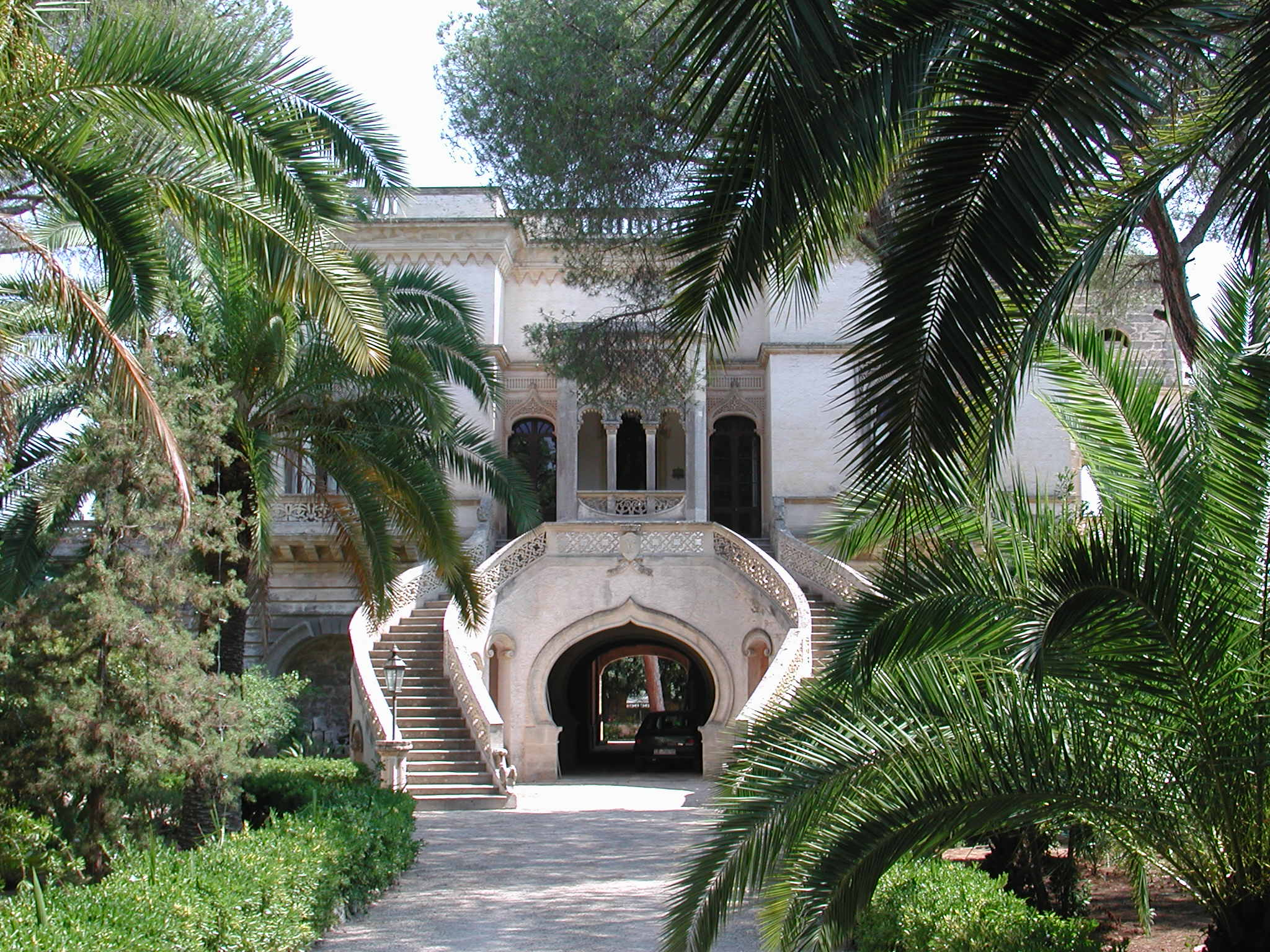
Villa in stile eclettico